# Si tú te vas
"Si tú te vas" é uma canção do cantor espanhol Enrique Iglesias, lançada como primeiro single de seu primeiro álbum de estúdio, Enrique Iglesias (1995). A canção teve lançamento oficial como single em 14 de outubro de 1995, no formato de CD Single.

## Posição nas paradas musicais
| Paradas (1995–1996)                                            | Melhor posição |
| -------------------------------------------------------------- | -------------- |
| Bélgica - Belgian (Flanders) Singles Chart                     | 6              |
| Bélgica - Belgian (Wallonia) Singles Chart                     | 8              |
| França - French Singles Chart                                  | 21             |
| Estados Unidos - U.S. Billboard Hot Latin Tracks               | 1              |
| Estados Unidos - U.S. Billboard Latin Pop Airplay              | 1              |
| Estados Unidos - U.S. Billboard Latin Regional Mexican Airplay | 3              |
| Estados Unidos - U.S. Billboard Latin Tropical/Salsa Airplay   | 6              |